# Trellius andamanensis
Trellius andamanensis är en insektsart som beskrevs av Andrej Vasiljevitj Gorochov 2003. Trellius andamanensis ingår i släktet Trellius och familjen syrsor. Inga underarter finns listade i Catalogue of Life.